# Johannes Stauske
Johannes Stauske (* 30. März 1937 in Greifswald; † 21. Mai 2002 in Rodenberg) war ein deutscher Politiker (CDU). Er war von 1978 bis 1986 Mitglied im Landtag von Niedersachsen.
Stauske genoss die Schulausbildung in Daberkow, Wolgast, Greifswald und Gießen und machte 1959 sein Abitur. Danach absolvierte er ein Studium der Wirtschafts- und Sozialwissenschaften in Wilhelmshaven und der Politischen Wissenschaften in Berlin, welches er als Diplom-Politologe beendete. Von 1968 bis 1971 war er Referent für politische Bildung im Schulverwaltungsamt der Stadt Köln. Von 1971 bis 1974 arbeitete er als wissenschaftlicher Assistent der CDU-Fraktion im Niedersächsischen Landtag. Von 1975 bis 1978 war Stauske Referent in der Niedersächsischen Landeszentrale für politische Bildung. Seit 1981 gehörte er dem Rat der Stadt Rodenberg und der Samtgemeinde Rodenberg an. In der neunten Wahlperiode zog er in den Niedersächsischen Landtag ein, dem er auch noch in der zehnten angehörte. Insgesamt war er vom 21. Juni 1978 bis zum 20. Juni 1986 im Landesparlament vertreten.